# 西尾市憩の農園
座標: 北緯34度50分9.7秒 東経137度3分5.3秒 / 北緯34.836028度 東経137.051472度

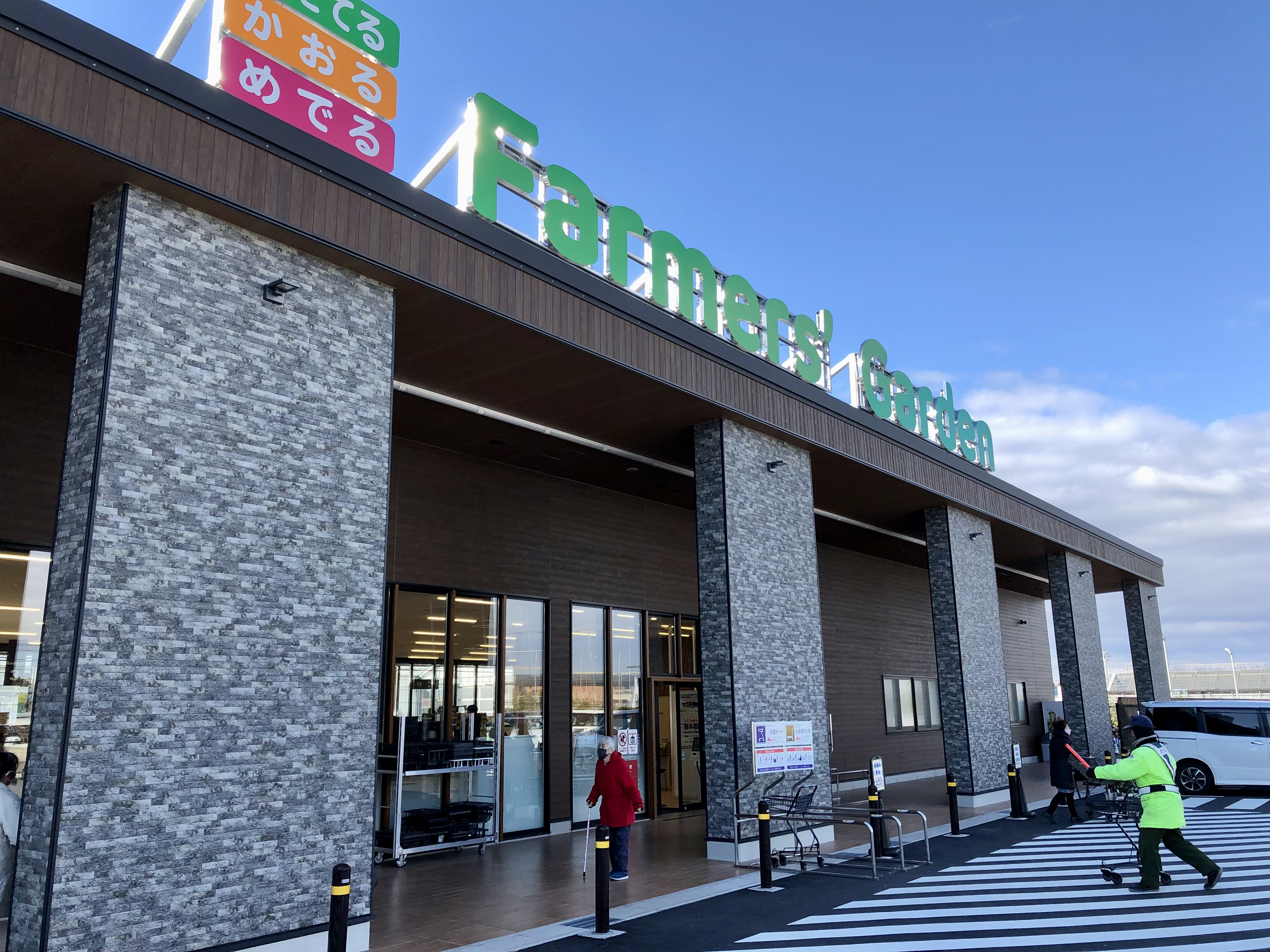
憩の農園ファーマーズガーデン

憩の農園ファーマーズガーデン（いこいののうえん ファーマーズガーデン）は、愛知県西尾市斉藤町にある、植木・観葉植物・盆栽などや園芸資材を産地直売方式で展示即売する緑化木ショッピングセンター。旧名称は「西尾市憩の農園」。2022年12月2日に「憩の農園ファーマーズガーデン」としてリニューアルオープンした。

## 概要
1975年3月、「西尾市憩の農園」がオープン。
花卉温室展示場やモデル庭園などとあわせて、東海地区随一の規模を誇る。また西尾茶を始め、新鮮な農産物や海産物、海老せんべいなどを扱う地域の特産品コーナーもある。開設時は西尾市福地農業協同組合を運営主体としていたが、西尾・幡豆地区の農協合併に伴い、隣接地に開設した西尾市バラ園と共に、西三河農業協同組合に運営が引き継がれた。
西尾市の福地地区は、植木栽培が盛んで、約170年程前の江戸時代後期に尾張から伝わった技術をもとに始められ、三河黒松を始めとして全国有数の植木産地となっている。
なお額田郡幸田町にある幸田憩の農園はあいち三河農業協同組合が運営する別組織で、当園とは関係はない。
2022年3月18日、隣地に「憩の農園ファーマーズマーケット」がオープン。
同年12月2日、「西尾市憩の農園」は「憩の農園ファーマーズガーデン」としてリニューアルオープンした。

## 西尾市バラ園
西尾では、戦前からバラ愛好家が栽培を行っており、1949年頃に西三バラ会が発足、幡豆郡福地村（現在の西尾市菱池町）の個人の経営するバラ園では苗木を販売していた。しかし1985年にバラ園が閉園したため周囲からバラ園再建の要望が高まり、1994年4月8日に憩の農園に併設する形で、西尾市バラ園を開設した。
202種類、約3500本のバラが植えられた総面積5,321平方メートルの園内には、温室などの展示バラ園とオーナーバラ園、つるバラのトンネル、芝生公園、庭園などが整備された。展示バラ園の温室では四季を問わず色とりどりのバラが楽しめ、またオーナーバラ園は自分のバラの木を植えることのできるオーナー制（オーナー募集は3年に1度、西尾市内在住か在勤が条件で会費が必要）の花壇で、通常の管理をバラ園に代行してもらえる。他にも栽培指導の講習会や研究会が開催されたり、新品種紹介などの情報提供も行われていた。バラの見ごろは4月後半から10月末で、旬である5月はバラまつりのイベントも開催され、10月にもイベントが開かれていた。
2022年のリニューアルとともに閉鎖された。

## ギャラリー

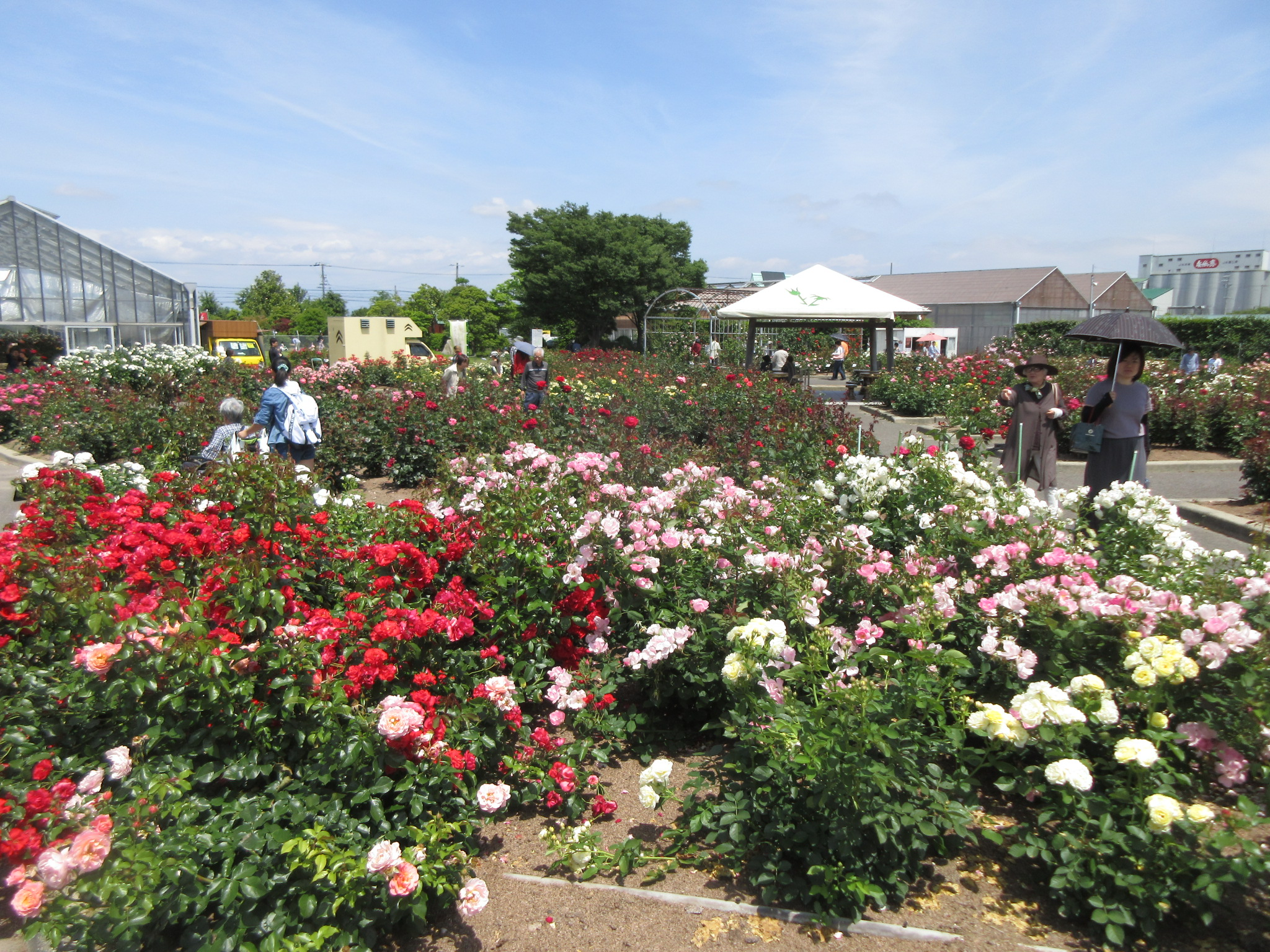
西尾市バラ園（2018年5月）
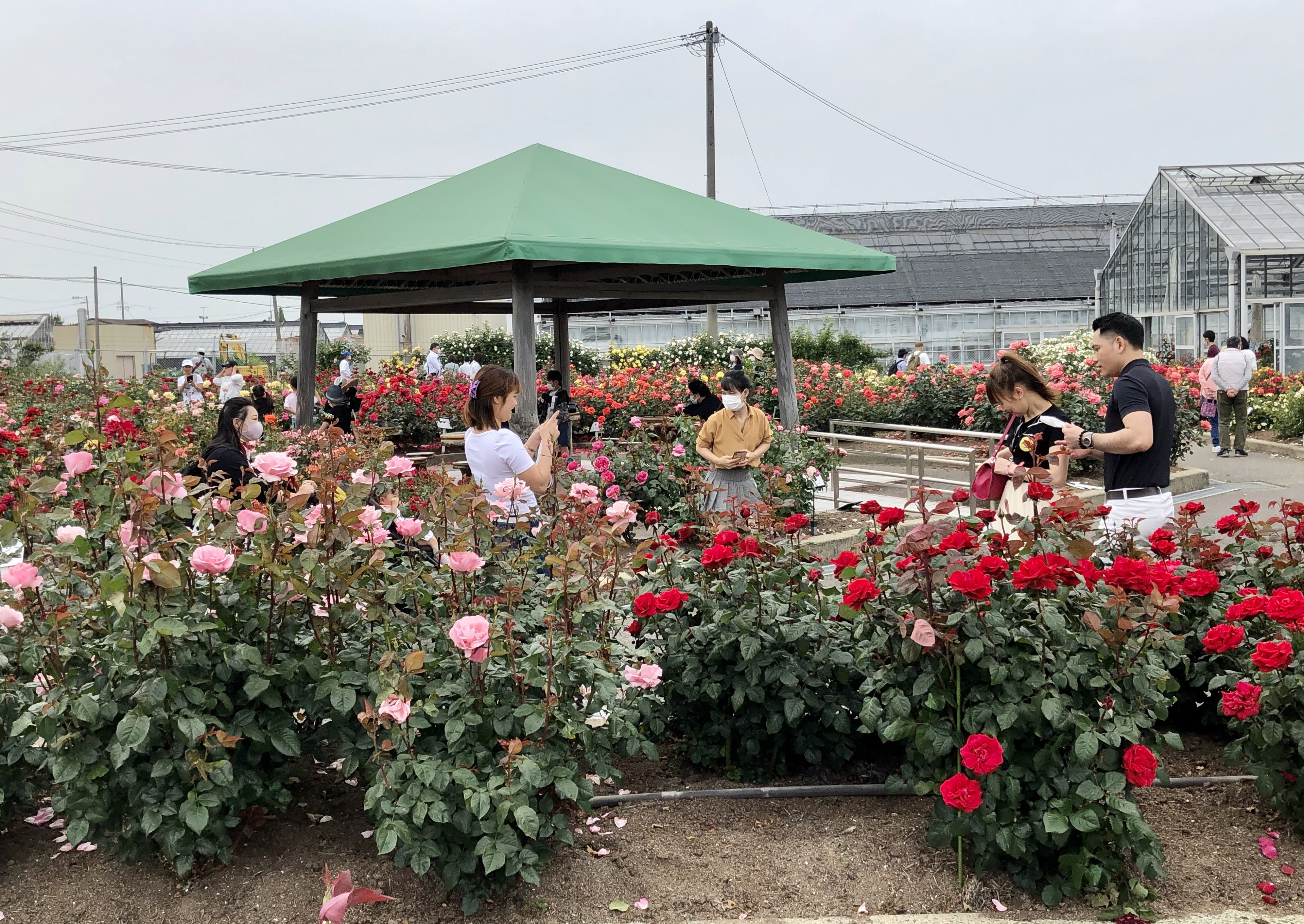
西尾市バラ園（2021年5月）
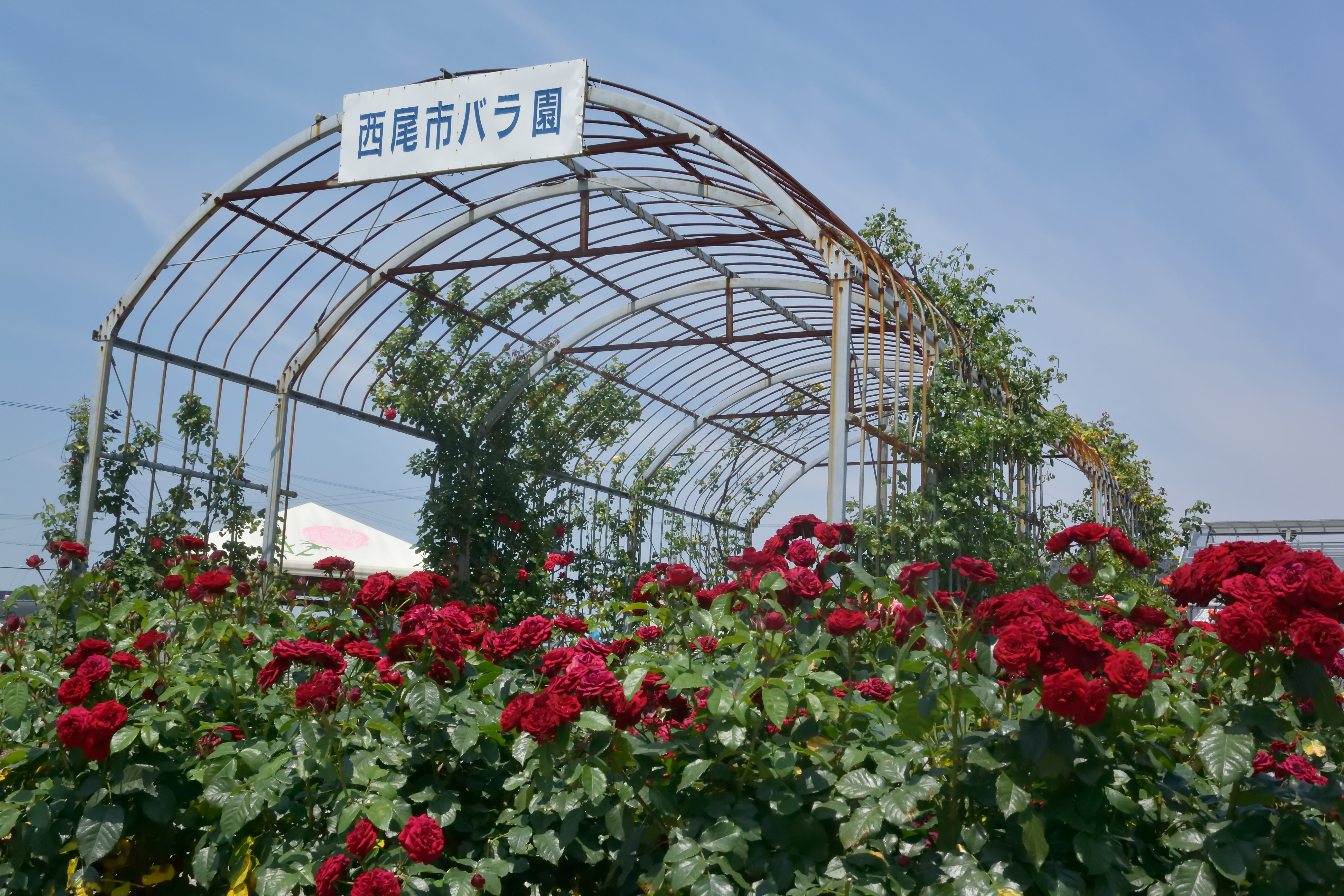
西尾市バラ園（2015年5月）
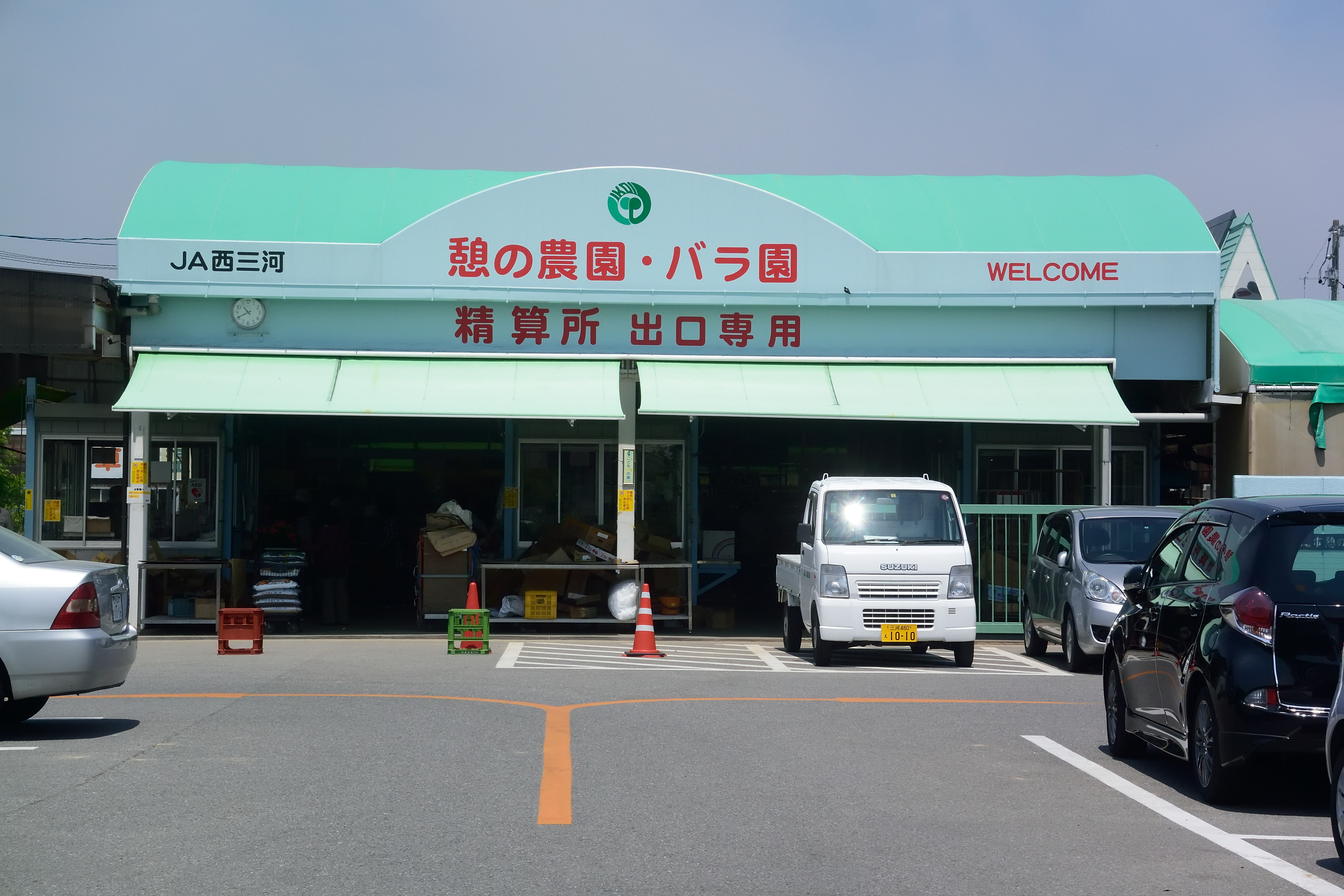
西尾市憩の農園（2015年5月）
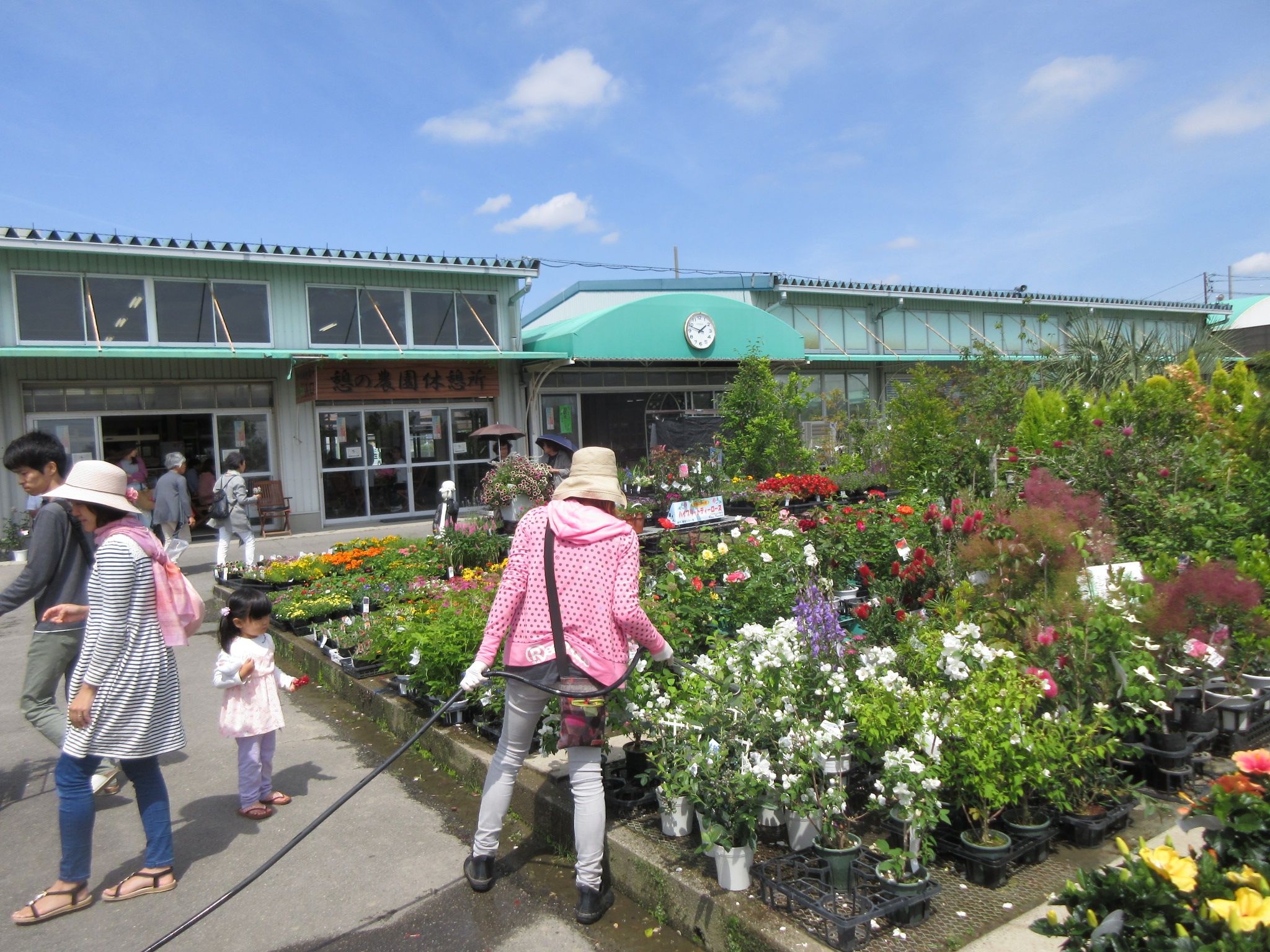
西尾市憩の農園（2018年5月）
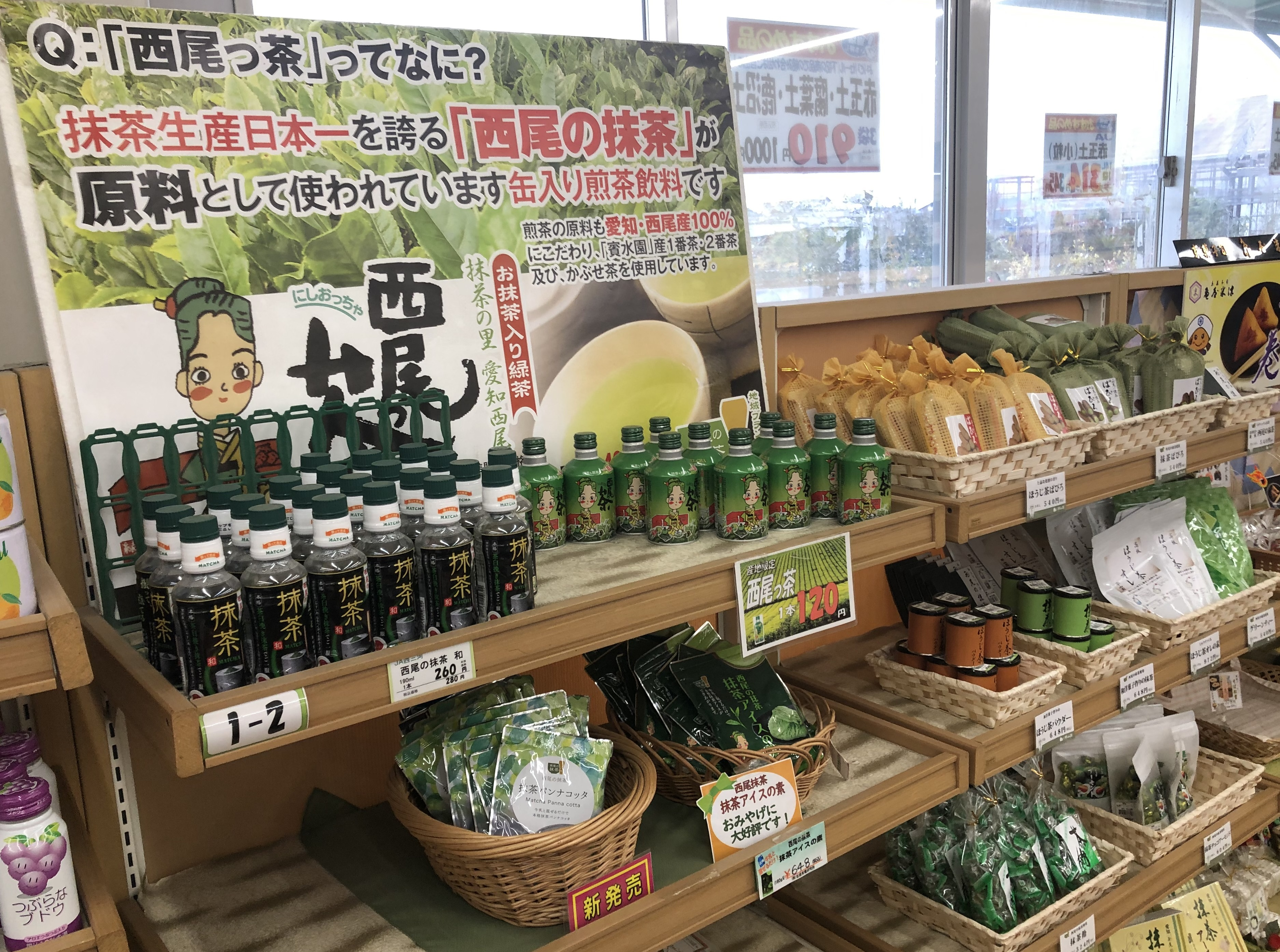
地域ブランド「西尾の抹茶」を使った各種商品
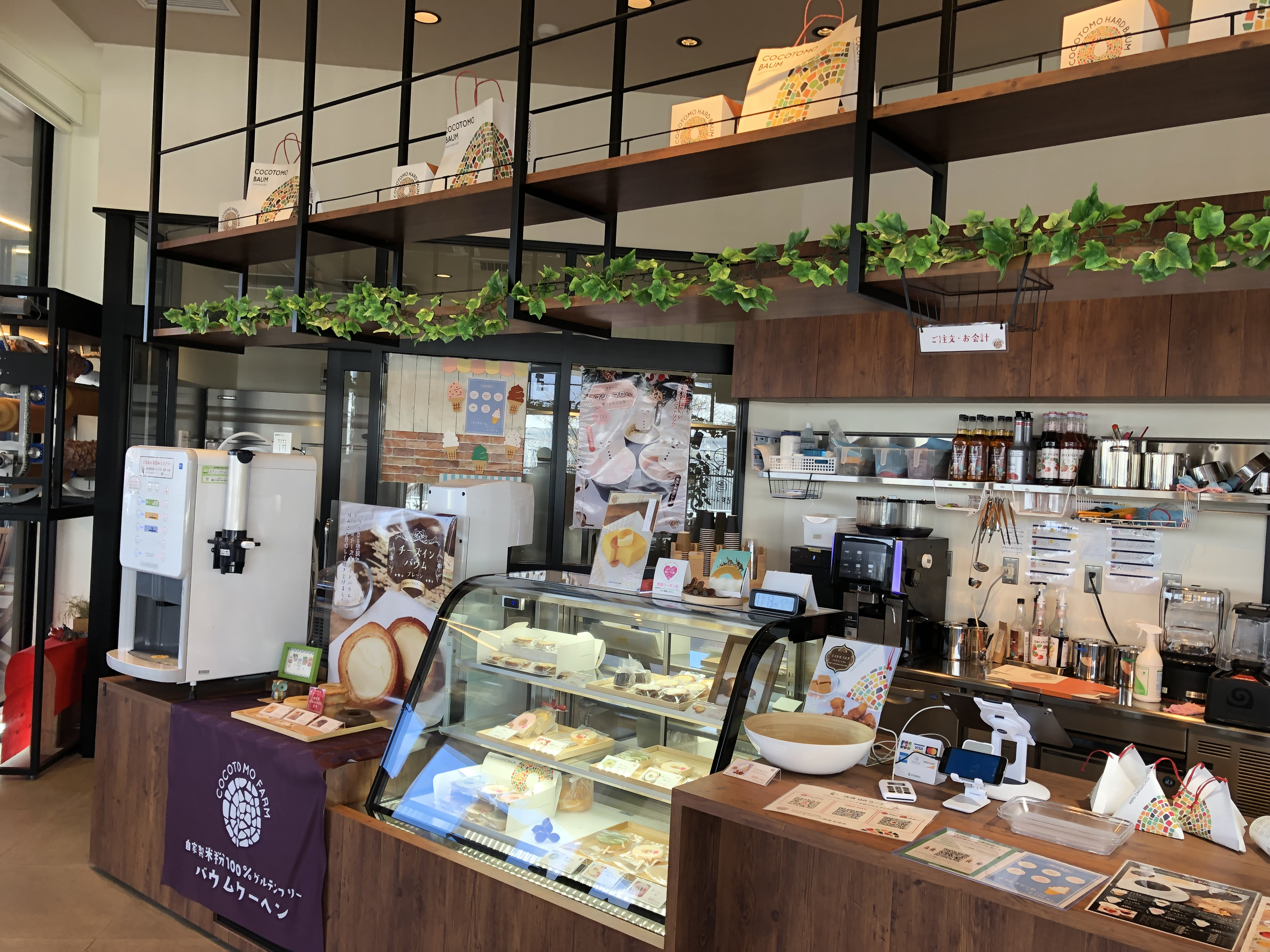
2022年3月18日にオープンした「憩の農園ファーマーズマーケット」。建物の中に入っているココトモファーム。
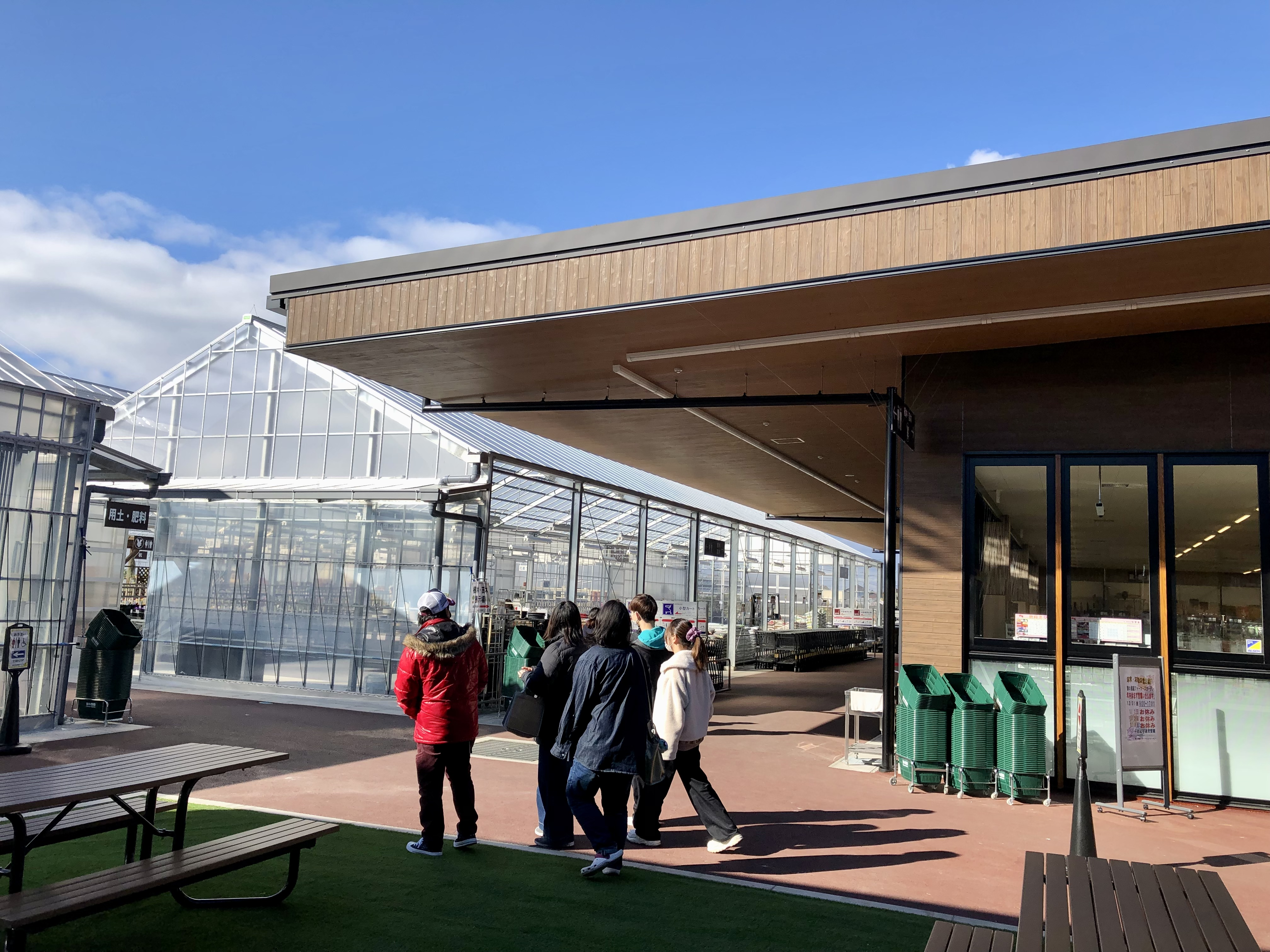
憩の農園ファーマーズガーデンの店内。

## 休業日・営業時間
- 1月1日、2日と年間数日の不定期休業日がある。（憩の農園・バラ園共通）
- 9:00～18:00（4月～9月）・9:00～17:00（10月～3月）

## 交通アクセス

### 鉄道
- 名鉄西尾線 福地駅下車、徒歩で約20分（運行頻度は普通電車が毎時2本）。

### バス
- 名鉄東部交通バス：西尾駅前から一色線で、「憩の農園口」停留所下車、徒歩で約15分（運行頻度は毎時1本）。
- 六万石くるりんバス：西尾駅前から西廻り線右回りで16分「憩の農園」停留所下車、徒歩ですぐ（運行頻度は1日5本）。
- 六万石くるりんバス：西尾駅前から西廻り線左回りで28分「憩の農園」停留所下車、徒歩ですぐ（運行頻度は1日5本）。

### 自家用車・タクシー
- 県道41号（西尾幸田線）沿い、斉藤町北信号南東へ約500m。
- 名鉄西尾線 西尾駅からタクシーで約15分（福地駅は常駐タクシーなし）。
- 無料駐車場あり（700台分収容・観光バスも可）。